# Scherer Holding
Die Scherer Holding SE & Co. KG ist die Konzernobergesellschaft der Scherer Unternehmensgruppe, eines im Automobil-, Baustoff- und Nutzfahrzeugbereich tätigen Unternehmensverbunds mit Hauptsitz in Simmern im Hunsrück. Das rheinland-pfälzische Familienunternehmen wurde 1937 gegründet.

## Geschichte
Das Unternehmen Scherer wurde 1937 von Ernst Friedrich Scherer in Hasselbach im Hunsrück gegründet – zunächst als Transportunternehmen für land- und forstwirtschaftliche Produkte. Auf dem elterlichen Gelände in Hasselbach errichtete er 1948/1949 eine Reparaturwerkstatt für Lastwagen inklusive einer Tankstelle. Ab 1951 kommt der Transport mit Baustoffen hinzu, der insbesondere für den Straßenbau und dem Bau der Hahn Air Base zum Einsatz kam. Seit 1952 wird als weiteres Geschäftsfeld der Lava-Abbau in der Eifel, dessen Verarbeitung und Transport zu Baustellen in ganz Rheinland-Pfalz angeboten.
1956 erfolgte der Einstieg in den Fahrzeughandel; es wurde eine Deutz-Traktoren-Vertretung eröffnet sowie eine bestehende Volkswagen-Vertretung übernommen. Am 1. Januar 1958 wurde das Autohaus Ernst Scherer in Simmern eröffnet und der Geschäftssitz von Hasselbach nach Simmern verlegt. Seit 1968 wurden auch die Marken der Auto Union GmbH vertrieben.
Die Instandhaltung der eigenen Fahrzeuge und Baumaschinen erfolgte bis zum 1. November 1969 in der Werkstatt in Hasselbach. Nach Fertigstellung der neuen Werkstatthalle in Kastellaun wurden auch diese Arbeiten dorthin verlegt.
Heute wird das Unternehmen in dritter Generation geführt von Ernst Christian Scherer und Jörg Scherer.

## Unternehmen

### Automobilbereich

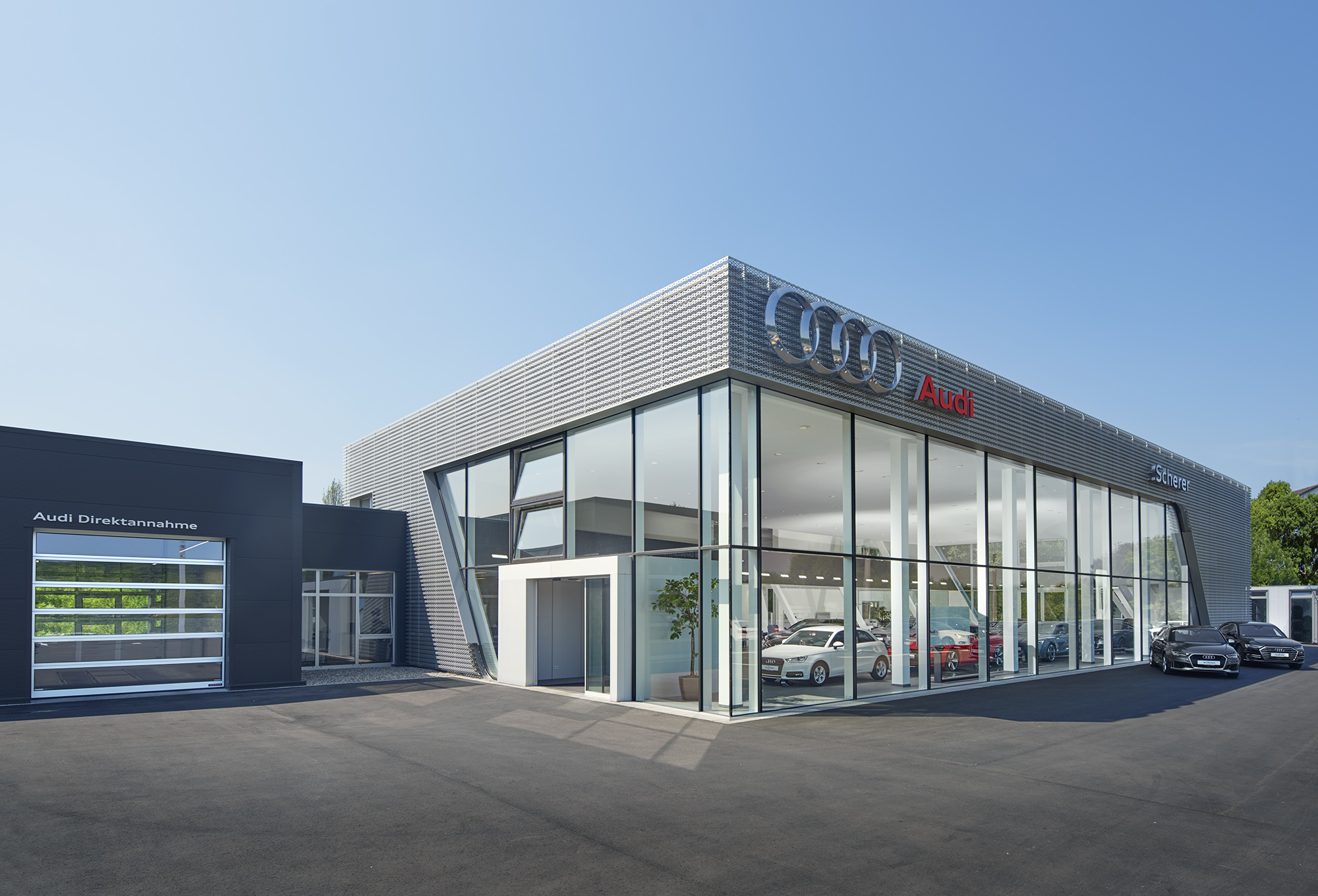
Scherer Audi Autohaus im Terminal-Stil.

Zur Scherer Unternehmensgruppe zählen Autohäuser an Standorten in Rheinland-Pfalz, Hessen, Baden-Württemberg, Saarland, Bayern und Sachsen. Hier werden die Marken Audi, Volkswagen, Volkswagen Nutzfahrzeuge, Porsche, Seat, Cupra, Škoda, Ineos, Ducati und MAN gehandelt und Service angeboten.

### Baustoffbereich

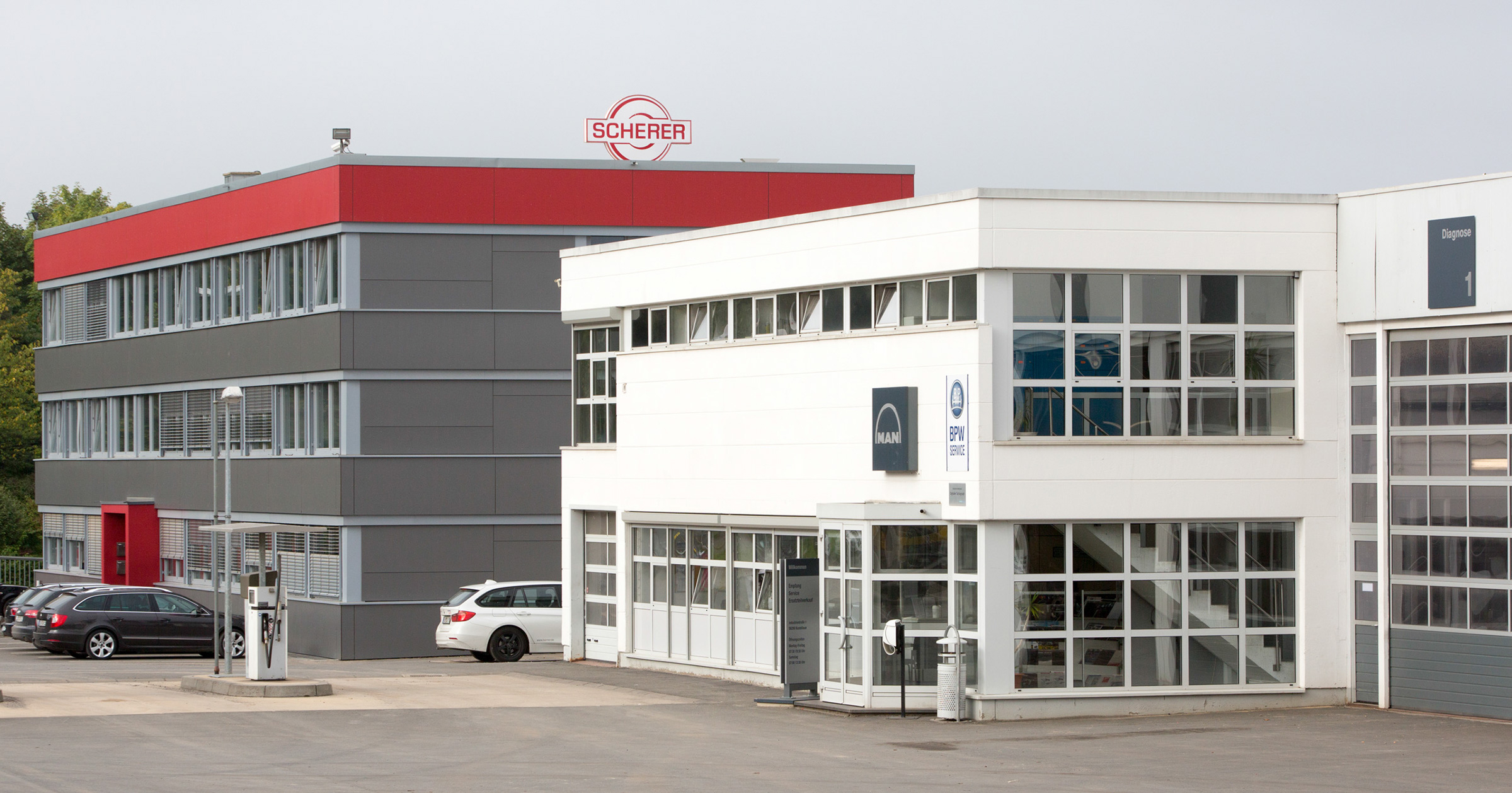
Verwaltungen der Scherer Baustoffe und Nutzfahrzeuge mit Sitz in Kastellaun.

Scherer Baustoffe betreibt die Gewinnung, Veredelung und den Vertrieb von Lava- und Basaltgestein, die Durchführung von Abbruch- und Erdarbeiten sowie Aktivitäten in den Bereichen Abfallwirtschaft und Baustoffhandel. Zum Betrieb gehört auch eine Spedition.
Scherer Baustoffe beschäftigt an seinem Hauptsitz in Kastellaun und in seinen Aufbereitungswerken über 100 Mitarbeiter.

### Nutzfahrzeugbereich
In Kastellaun betreibt die Scherer Nutzfahrzeuge GmbH einen MAN-Service-Stützpunkt.